# Once machos
Once machos es una película peruana de comedia estrenada en 2017. Fue escrita, producida y protagonizada por Aldo Miyashiro.
Se puede ver por la plataforma Prime Video.

## Sinopsis
Once amigos aficionados al fútbol deciden participar en un campeonato enfrentándose a un equipo profesional, lo que provocará problemas y complicaciones.

## Reparto
- Pietro Sibille
- Aldo Miyashiro
- Vanessa Saba
- Érika Villalobos
- Luigi Monteghirfo
- Cristian Rivero
- Yaco Eskenazi
- André Silva
- Andrés Salas
- Daniel Peredo
- Junior Silva
- Amparo Brambilla
- Carlos Gassols
- Haysen Percovich
- Brando Gallesi
- Fabiana Valcárcel
- Yiddá Eslava
- Pedro Olórtegui

## Críticas
En una reseña del diario El Comercio, el crítico Sebastián Pimentel: calificó a la película con una muy baja calificación y describió que "el contenido psicológico se reduce a una cuestión de acciones obvias, frases hechas o muecas de café-teatro. La posibilidad de un cine peruano popular, inteligente e imaginativo vuelve a estar lejos de la pantalla grande".